# Praxis porphyretica
Praxis porphyretica là một loài bướm đêm trong họ Noctuidae.

## Hình ảnh

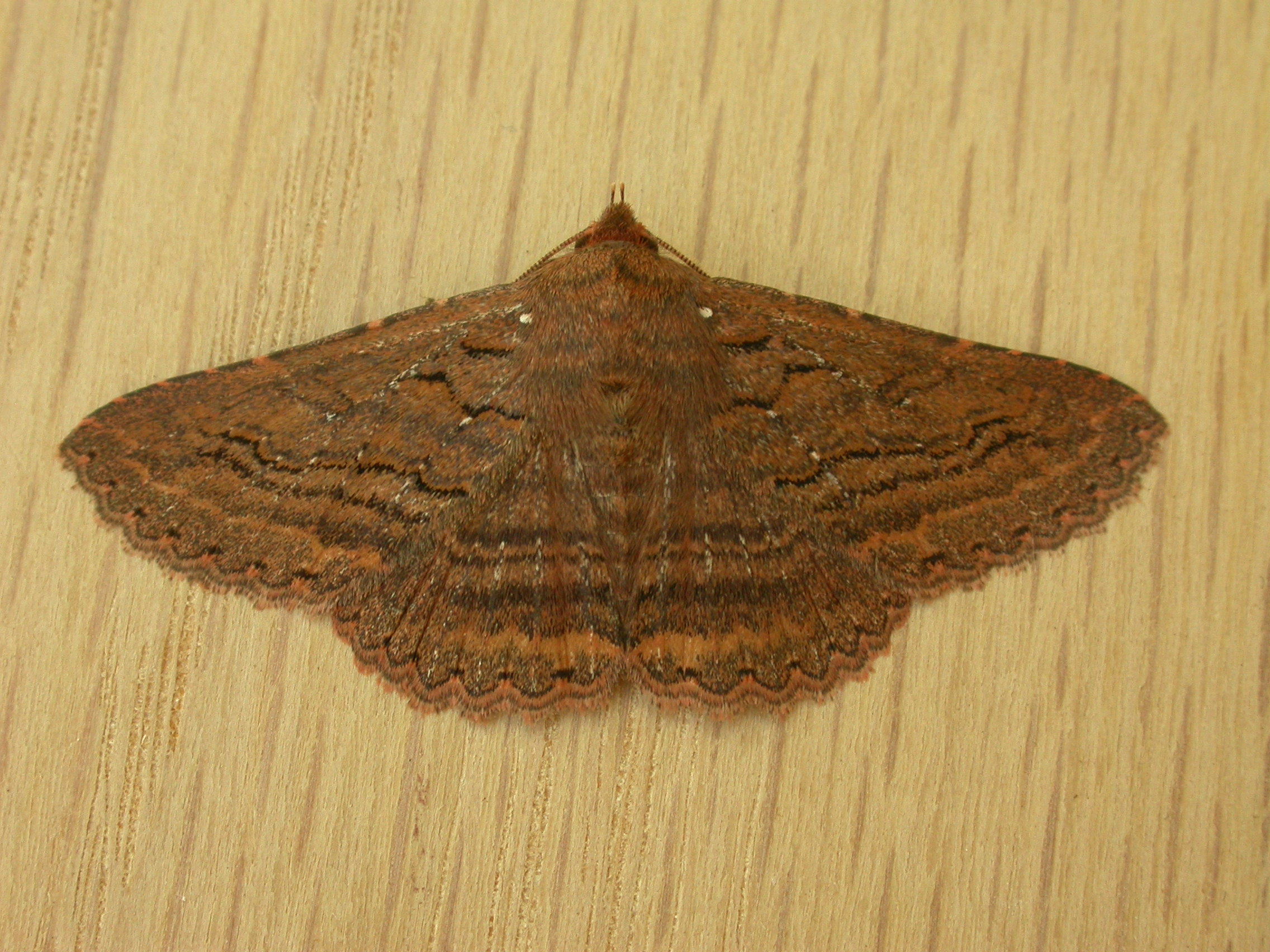